# 西城正三
西城 正三（さいじょう しょうぞう、1947年（昭和22年）1月28日 - ）は、日本のプロボクサー。WBA世界フェザー級王者。埼玉県北足立郡鳩ヶ谷町出身。身長171cm。戦績は38戦29勝（8KO）7敗2分。
大場政夫、沼田義明、小林弘、柴田国明らと共に当時日本人現役世界王者が5人同時にいたという日本ボクシング黄金時代を彩った一人。協栄ボクシングジムから海老原博幸以来二人目の世界王者となった。日本プロスポーツ大賞の初代大賞受賞者。
日本人として初めて海外での世界王座奪取に成功した。

## 来歴
野口ボクシングジムで小学生の頃からベビーボクシングに取り組み、中学卒業後、実兄のトレーナー西条正右とジムの先輩金平正紀が興した協栄ボクシングジム（当時・金平ボクシングジム）に入門し、1964年（昭和39年）8月13日にプロデビュー。6回戦時代に顎を骨折して半年のブランクを作ったこともあり、1967年（昭和42年）末、10回戦ボーイ段階での戦績は13勝（2KO）3敗2分と平凡なものであったが、翌1968年、ロサンゼルスへの海外武者修行に旅立ち、同地のメインストリートジムで世界の強豪と共に練習するうちにその素質を開花させることになった。アメリカでは負けては勝ち、負けては勝ちの状況だった。1968年（昭和43年）2月15日、KO率9割の強打の世界ランカー、ホセ・ルイス・ピメンテル（メキシコ）とのカードが組まれ、僅差の判定負け。1か月後にピメンテルとの再戦が組まれたが、今度はフットワークと左ジャブで強打のメキシカンを寄せつけず、大差で判定勝ちした。
この試合が評価され、同年6月6日、ロサンゼルス・グランド・オリンピック・オーディトリアムでのWBA世界フェザー級王者ラウル・ロハス（アメリカ）とのノンタイトル10回戦の相手に選ばれたが、この試合で「判定勝ちの大金星」を上げ、ロハスの次期挑戦者に指名されることになった。
ほぼ3か月後の同年9月27日、WBA世界フェザー級王座への挑戦者としてロサンゼルス・メモリアル・コロシアム特設リングにて再び王者ラウル・ロハスと対戦した。この試合の観衆は3万4千人。世界ライト級タイトルマッチとのダブル世界戦であり、まず、世界ライト級王者のカルロス・テオ・クルス（ドミニカ）が判定勝ちして初防衛に成功した後、ロハス対西城の試合が開始された。タイトルマッチ本番でも西城のフットワークは速く、「シンデレラの魔法」と形容された「ラスト10秒ラッシュ」で攻勢を印象付け、「6回にダウンを奪う」など終始攻勢、中盤に反撃を許すものの、終盤は再び圧倒し、15回判定勝ち（ポイント（加点法）は、10-5、13-3、11-5の3-0）で王座を奪取した。これが日本人初の海外での世界王座奪取となった。無名から一躍世界フェザー級王者となった西城には、「シンデレラ・ボーイ」のニックネームが与えられ、その甘いマスクと相まって、藤猛と共に人気を博することとなった。
同年11月18日、王座獲得後の凱旋帰国第一戦を、東京後楽園ホールでフィリピン同級王者、フラッシュ・ベサンテと行ったが、強打者のベサンテに4度ダウンを奪われるなど大苦戦した挙句、「8回逆転KO勝ち」した。この試合は、昭和43年度の年間最高試合に選ばれた。
1969年2月9日、ペトロ・ゴメス（ベネズエラ）に15回判定勝ちして初防衛に成功。同年9月7日、過去1勝1敗のホセ・ルイス・ピメンテル（メキシコ）との2度目の防衛戦に臨むが、今度は「2回1分29秒KO勝ち」して決着をつけた。その後、「通算で5度の防衛」に成功。
1970年（昭和45年）12月3日、小林弘との史上初の現役日本人世界王者同士の「ノンタイトル戦」も行い、10回「判定負け」を喫した。
1971年（昭和46年）9月2日、アントニオ・ゴメス（ベネズエラ）に「5回KO負け」、6度目の防衛に失敗。プロボクシングから「引退」した。
キックボクシング界から誘われ、転向すると、16試合15勝1引き分け13KOと連勝街道を突っ走っていた。
1974年（昭和49年）3月の17戦目に全日本キックボクシング連盟のライト級チャンピオンの藤原敏男と対戦。3Rに入り、西城が一方的に攻められる状態になり、KOされる直前にセコンドの実兄がタオルを投げ入れたためTKO負け。二度目の引退となった。
その直後、『直撃! 地獄拳』に出演し、主演の千葉真一と戦うなど、重要な役どころを演じた。
実業家や古巣・協栄ジムでのトレーナー、センタースポーツジム（現・ウィン三迫ジム）の古口哲のフォローのもと、1987年（昭和62年）オークラボクシングジムをオープンし、会長に就任した。ナカハマボクシングジムを経て、2008年（平成20年）に東京・世田谷の千歳船橋に西城ボクシングジムをオープンする。マネージャーには世界挑戦もした第38代日本フライ級王者の田村知範（元WBA世界ミドル級王者の竹原慎二の同期）がいる。

## 戦績
- プロボクシング：38戦 29勝 8KO 7敗 2分
世界戦：7戦 6勝 1KO 1敗
- プロキックボクシング：17戦 15勝 13KO 1敗 1分

## 獲得タイトル
- WBA世界フェザー級王座（5度防衛）
- 第1回日本プロスポーツ大賞受賞（1968年）

## 出演

### 映画
- 『コント55号とミーコの絶体絶命』 - 1971年、松竹（西城役）
- 『直撃! 地獄拳』 - 1974年、東映（ブレーザー・西山役）